# Рукс (окръг, Канзас)
Окръг Рукс (на английски: Rooks County) е окръг в щата Канзас, Съединени американски щати. Площта му е 2318 km², а населението - 5351 души. Административен център е град Стоктън.